# Nils Fischer (Fußballspieler)
Nils Fischer (* 14. Februar 1987 in Bielefeld) ist ein ehemaliger  deutscher Fußballspieler.

## Karriere
Der Abwehrspieler, der auch im Mittelfeld eingesetzt werden kann, trat in der Jugend für TuS Eintracht Bielefeld und VfL Schildesche an den Ball, bevor er 1998 zu Arminia Bielefeld wechselte.
Sein erstes Bundesligaspiel für Bielefeld bestritt er am 21. Oktober 2007, als er in der Nachspielzeit der Begegnung beim Karlsruher SC eingewechselt wurde. Im Januar 2009 wurde Fischer bis zum Ende der Saison 2008/09 an den Wuppertaler SV Borussia verliehen. Nach seiner Rückkehr zur Arminia, verlängerte er seinen Vertrag vorzeitig bis zum 30. Juni 2012.
Am 17. Juni 2011 gab Nils Fischer seinen Wechsel zum VfL Osnabrück bekannt. Er debütierte für den VfL am 23. Juli 2011 im Auswärtsspiel gegen den SV Darmstadt 98. Nach zwei Jahren und 68 Drittligaspielen für Osnabrück wechselte Fischer im Sommer 2013 zum Ligakonkurrenten 1. FC Saarbrücken. Seit der Saison 2014/15 steht er beim Regionalligisten FC Homburg unter Vertrag. Für die Saarländer absolvierte Fischer 80 Spiele, in denen er 5 Tore schoss, ehe ihn eine schwere Knieverletzung dazu zwang, seine aktive Karriere im Frühjahr 2017 zu beenden.